# Oxyna maculata
Oxyna maculata är en tvåvingeart som först beskrevs av Robineau-desvoidy 1830.  Oxyna maculata ingår i släktet Oxyna och familjen borrflugor.
Artens utbredningsområde är Frankrike. Inga underarter finns listade i Catalogue of Life.